# Kondakeika
Das Dorf Kondakeika (griechisch Κοντακαίικα (n. pl.) ältere Schreibweise auch Κοντακεΐκα) liegt im Nordwesten der griechischen Insel Samos in etwa 180 m Höhe an den nordwestlichen Ausläufern des Ambelos Gebirges. Die nächstgelegenen Orte sind Ydroussa 3 km südlich und Karlovasi etwa 3,5 km westlich.
Kondakeika hat 527 Einwohner und zählt mit den umliegenden Siedlungen 962 Einwohner (2011).
Aufgrund des Ortsnamens wird vermutet, dass die Gründer des Ortes von der Insel Kos kamen. Westlich des Dorfes befinden sich auf dem Berg Kastrovouni (Καστροβούνι) Ruinen eines genuesischen Kastells. In der weiteren Umgebung konnten byzantinische Siedlungsüberreste nachgewiesen werden. Die älteste Ansiedlung des heutigen Ortes, Agios Dimitrios wurde um 1750 gegründet.
Kondakeika ist eines der wenigen Dörfer auf Samos, das steigende Bevölkerungszahlen aufweisen kann. Das liegt zum einen an der Nähe zur nahe gelegenen Stadt Karlovasi, zum anderen geben die sicheren Einkünfte aus der Landwirtschaft die Aussicht, im Ort leben zu können. Haupterwerbszweig ist der Gemüseanbau in Treibhäusern. Die Anbauflächen reichen an der Küste bis in die Ebene von Karlovasi. In der kleinen Küstensiedlung Agios Nikolaos, dem nördlichsten Ort auf Samos, entwickelt sich zunehmend ein touristisches Angebot.
Mit der Umsetzung der Gemeindereform nach dem Kapodistrias-Programm im Jahr 1997 erfolgte die Eingliederung von Kondakeika in die Gemeinde Karlovasia. Die Verwaltungsreform 2010 führte die ehemaligen Gemeinden der Insel zur Gemeinde Samos zusammen. Seit der Korrektur der Verwaltungsreform 2019 in zwei Gemeinden zählt Kondakeika zur Gemeinde Dytiki Samos.
Einwohnerentwicklung von Kondakeika
| Name              | griechischer Name         | Code       | 1913 | 1920  | 1928  | 1940 | 1951 | 1961 | 1971 | 1981 | 1991 | 2001 | 2011 |
| ----------------- | ------------------------- | ---------- | ---- | ----- | ----- | ---- | ---- | ---- | ---- | ---- | ---- | ---- | ---- |
| Kondakeika        | Κοντακαίικα (n. pl.)      | 5602010601 | 1065 | 1082¹ | 1222² | 1464 | 1138 | 0644 | 0544 | 0539 | 0568 | 0578 | 0527 |
| Agios Dimitrios   | Άγιος Δημήτριος (m. sg.)  | 5602010602 |      | 0055  | 0072  |      | 0045 | 0125 | 0089 | 0097 | 0137 | 0146 | 0240 |
| Agios Ilias       | Άγιος Ηλίας (m. sg.)      | 5602010603 |      |       |       |      |      | 0134 | 0082 | 0066 | 0065 | 0064 | 0033 |
| Agios Nikolaos    | Άγιος Νικόλαος (m. sg.)   | 5602010604 |      | 0014  | 0012  |      |      |      |      | 0025 | 0056 | 0033 | 0026 |
| Vryses            | Βρύσες (f. pl.)           | 5602010605 |      |       |       |      |      | 0112 | 0086 | 0097 | 0062 | 0083 | 0136 |
| Chatzistamoulides | Χατζησταμούληδες (m. pl.) | 5602010606 | 0043 | 0046  | 0051  |      |      | 0077 | 0017 | 0001 | -    | -    | 0000 |
| Gesamt            | Gesamt                    | 56020106   |      | 1197  | 1365  | 1464 | 1183 | 1092 | 818  | 825  | 888  | 904  | 962  |

¹1920 zusammen mit 14 Weilern und Siedlungen 1082 Einwohner, davon in Kondakeika 716 Einwohner

²1928 zusammen mit 16 Weilern und Siedlungen 1222 Einwohner, davon in Kondakeika 748 Einwohner